# Seznam korpusov Kopenske vojske Združenih držav Amerike
Seznam korpusov Kopenske vojske ZDA.

## Seznam

### Pehotnikorpusi
- I. korpus (ZDA)
- II. korpus (ZDA)
- III. korpus (ZDA)
- IV. korpus (ZDA)
- V. korpus (ZDA)
- VI. korpus (ZDA)
- VII. korpus (ZDA)
- VIII. korpus (ZDA)
- IX. korpus (ZDA)
- X. korpus (ZDA)
- XI. korpus (ZDA)
- XII. korpus (ZDA)
- XIII. korpus (ZDA)
- XIV. korpus (ZDA)
- XV. korpus (ZDA)
- XVI. korpus (ZDA)
- XVII. korpus (ZDA)
- XVIII. zračnoprevozni korpus (ZDA)
- XIX. korpus (ZDA)
- XX. korpus (ZDA)
- XXI. korpus (ZDA)
- XXII. korpus (ZDA)
- XXIII. korpus (ZDA)
- XXIV. korpus (ZDA)
- XXXI. korpus (ZDA)
- XXXIII. korpus (ZDA)
- XXXVI. korpus (ZDA)

### Oklepnikorpusi
- I. oklepni korpus (ZDA)
- II. oklepni korpus (ZDA)
- III. oklepni korpus (ZDA)
- IV. oklepni korpus (ZDA)
- V. oklepni korpus (ZDA)
- XVIII. oklepni korpus (ZDA)